# 鶴年
鶴年（1711年—1758年），字芝仙，号鳴皋，伊尔根觉罗氏，满洲镶蓝旗人。历任广东、山东巡抚、两广总督等职，进士出身。

## 生平
鹤年先祖世居阿库里，其七世祖胡成额跟随族人奇穆雅于后金初年归附。鹤年之父春山为康熙五十一年（1712年）进士，选庶吉士，官至盛京兵部侍郎。鹤年乾隆元年（1736年）进士出身，选庶吉士，授检讨，兼管公中佐领，三次升迁至内阁学士。十五年（1750年），升任仓场侍郎，因北京米贵，疏请北京、通县俸饷米提前半月支放。十八年（1753年），弹劾坐粮厅郎中绰克托刚愎自用，绰克托被因此夺官。又奏，“通州南仓建自明天顺间，后并入中仓。雍正间，复分为二，与西仓分贮漕白米。臣见中西仓足敷收贮，请裁南仓归并中西仓。”被乾隆帝准许。
乾隆十九年（1754年），鹤年升任广东巡抚。提出平米价，严保甲，缉窃盗案，禁私铸、私雕等一系列举措。乾隆帝对此告诉鹤年，“诸凡行之以实，持之以久。勉之！”不久，鹤年上疏提议让化州府石城县把当地民众缴纳给官府的谷物碾成米来供给海安营兵；又提出将海阳蔡家园的土堤改为灰墙，鹤年自请捐出俸禄以倡导此项修筑。二十一年（1756年），鹤年奏言，“番禺、花、阳春诸县征收兵米，有所谓厨房米、官眷米，相传起于明代籓府。后为旗营武职俸米，凡万二千馀石，必细长洁白，产少价昂，甚为民累，应请禁革。”乾隆帝对此表示嘉许。
同年，调任山东巡抚。鹤年上报济宁、鱼台、金乡、滕、峄等州县的积水灾害，乾隆帝命其留心抚恤。二十二年（1757年），乾隆帝南巡，鹤年迎驾，奏请为受灾地区免赋税，同时表示济宁等五州县积水尚未清理完毕。乾隆帝以江南宿虹、灵壁，河南永城、夏邑，皆有积水，命侍郎裘曰修会同督抚筹划疏通水灾事宜。七月，鹤年升任两广总督，然而奏请暂留任山东治水，乾隆帝回复道，“览奏，具见良心。然朕以无人，不得不用汝。汝仍遵前命。”
同年十月，又命鹤年以总督衔管山东巡抚事，管理治水工程，其先疏通伊家河、清理河道淤泥等提议皆被乾隆帝所采纳。十二月，伊家河疏通工作完工。鹤年再度献策道，“运河淤浅处分段筑坝，测量纤路，多民居。草土屋原售，给价拆除；瓦屋不原售，量将纤路加宽。被水民田速为疏消，俾为种麦；应修桥梁，察有解江馀石应用，不使估报买采。”乾隆帝以“实心经理，不负任使”八个字表示赞许。不久，鹤年病卒，获赠太子太保、兵部尚书衔，入祀贤良祠，赐祭葬，谥文勤。
鹤年之子桂林，也曾担任两广总督。

## 引注
1. 1 2 3 4 5  赵尔巽等 1998，第10609頁
2. ↑  弘昼 2002，第203頁
3. 1 2 3 4 5 6  赵尔巽等 1998，第10670頁
4. 1 2 3  赵尔巽等 1998，第10671頁
5. ↑  赵尔巽等 1998，第10878-10879頁

## 延伸阅读
[在维基数据编辑]
 《清史稿》
 《清史稿·卷316》